# George T. Miller
George Trumbull Miller (ur. 28 listopada 1943 w Edynburgu, zm. 17 lutego 2023 w Melbourne) – australijski reżyser oraz producent filmowy i telewizyjny urodzony w Szkocji. Tworzył filmy przygodowe i familijne.
Zmarł w szpitalu w Melbourne w następstwie doznanego zawału serca.

## Filmografia
- Człowiek znad Śnieżnej Rzeki (1982)
- Lotnik (1985)
- Niekończąca się opowieść II: Następny rozdział (1990)
- Andre (1994)
- Zeus i Roksana (1997)
- Robinson Crusoe (1997)
- Podróż do wnętrza Ziemi (1999)
- Atak szablozębnego (2005)